# Професионална гимназия по подемна, строителна и транспортна техника
Професионална гимназия по подемна, строителна и транспортна техника (съкратено ПГПСТТ) е професионална гимназия с държавно финансиране в Пловдив.